# Observatoire de la Route-de-Luxembourg
L'observatoire de la Route-de-Luxembourg, ou observatoire de la Route-du-Luxembourg, est un observatoire dit « isolé » et intégré au dispositif de la ligne Maginot.

## Description
Ouvrage monolithique d'un étage traité en « protection 3 », soit une dalle de béton supérieure à 2,75 mètres d'épaisseur, cet observatoire est équipé d'une cloche GFM (guetteur fusil mitrailleur) et d'une cloche observatoire à vision périscopique.
Sa défense de proximité est également assurée par des créneaux de fusils-mitrailleurs en façade et sur porte, d'un fossé diamant, lui-même défendu par des goulottes lance-grenades et une passerelle escamotable.
Il est de type « isolé » et autonome, par opposition aux blocs observatoires intégrés aux ouvrages même, totalement dépendants de ces derniers sur le plan logistique, et uniquement accessibles via leurs galeries souterraines. Il est situé à proximité de l'abri du même nom et du gros ouvrage de Soetrich.
La notion d'autonomie repose sur divers équipements à l'image d'une petite usine de production électrique par deux groupes électrogènes, d'un système d'alimentation en eau avec d'importantes réserves, ainsi que d'un système de traitement d'air par filtrage éventuel pour parer à toute attaque aux gaz de combat, avec possibilité de mise en surpression des locaux intérieurs.
Des latrines complètent cet équipement, tout comme des équipements, sommaires, de cuisine et de premiers soins.

## Histoire
Il était commandé par le lieutenant Lionel Ignace, succédant en août 1939 à l'adjudant-chef Thierry.
Pendant les hostilités, l'équipage de l'observatoire, commandant de nombreux tirs, verra deux de ses membres blessés et un commotionné, les 14 et 16 juin 1940, en raison d'impacts sur la cloche GFM, brisant un épiscope.
L'observatoire commandera son dernier tir le 24 juin 1940, mais nonobstant l'entrée en vigueur de l'armistice, son équipage refusera d'évacuer et de rendre l'ouvrage à un groupe d'officiers allemands venus sur place, sans confirmation écrite du haut-commandement français.
L'observatoire sera finalement désarmé le 28 juin par son équipage, puis remis à l'occupant, en accord avec les ordres des envoyés de la commission d'armistice, le 30.

## État actuel
Le gros œuvre subsiste en bon état et reste à ce jour pourvu de ses cuirassements à l'exception de sa porte blindée, l'ouvrage est toutefois très difficile d'accès en raison de la végétation, qui l'a rendu quasiment invisible de nos jours.